# Thanin Kraivichien
Thanin Kraivichien (5 tháng 4 năm 1927 - 23 tháng 2 năm 2025, tiếng Thái: ธานินทร์ กรัยวิเชียร; RTGS: Thanin Kraiwichian Tên đầu tiên cũng được đánh vần là "Tanin", họ "Kraivixien" hoặc "Kraivichian") là một luật sư và chính trị gia Thái Lan. Ông là Thủ tướng thứ 14 của Thái Lan từ năm 1976 đến năm 1977. Kể từ đó, ông đã là thành viên của Hội đồng Tư hữu.

## Gia đình và giáo dục
Thanin là con của Hae và Pa-ob Kraivichien. Cha ông là một thương gia sinh ra ở Trung Quốc và là chủ một trong những tiệm cầm đồ lớn nhất ở Bangkok.
Thanin theo học Luật tại trường Đại học Thammasat, tốt nghiệp năm 1948. Sau đó ông học tại Trường Kinh tế London để tiếp tục học luật. Ông tốt nghiệp năm 1953, và năm 1958 được mời đến quán bar tại Nhà hàng Grey. Tại Anh, ông gặp Karen Anderson, người gốc Đan Mạch, người mà ông đã kết hôn. Họ có năm đứa con.

## Dịch vụ công và sự nghiệp chính trị
Sau khi trở về Thái Lan năm 1954, Thanin làm việc trong Bộ Tư pháp, trở thành một thẩm phán liên đới. Anh ta nhanh chóng tăng lên, cuối cùng trở thành Chủ tịch của Toà án Tối cao Thái Lan. Ngoài ra, ông còn dạy luật tại Đại học Thammasat và Chulalongkorn và hiệp hội luật sư Thái Lan. Là một vị trí, ông đã xuất bản những cuốn sách nhắc nhở về những nguy hiểm của chủ nghĩa cộng sản.
Sau cuộc nổi dậy dân chủ chống lại chế độ độc tài quân sự năm 1973, Thanin là thành viên của hội đồng lập pháp chuyển tiếp do vua bổ nhiệm. Ông cũng đã trở thành một thành viên của Nạn Khiêu vũ chống Cộng. Ông đã có một chương trình truyền hình trong đó ông tấn công chủ nghĩa cộng sản, phong trào sinh viên, và các chính trị gia tiến bộ.
Sau vụ thảm sát trường Đại học Thammasat ngày 6 tháng 10 năm 1976, thủ tướng được bầu làm dân chủ Seni Pramoj bị lật đổ bởi một cuộc đảo chính quân sự do Đô đốc Sangad Chaloryu chỉ huy. Hai ngày sau, Vua Bhumibol Adulyadej bổ nhiệm Thân Tâm yêu thích làm thủ tướng tạm thời. Thanin khăng khăng đòi chọn nội các của mình và từ chối hầu hết các đề cử của chính phủ quân đội. Quân đội chỉ chiếm vị trí của phó thủ tướng và thứ trưởng Bộ Quốc phòng. Thanin là nội các Thái Lan đầu tiên trong đó phụ nữ giữ các chức vụ bộ trưởng: Wimolsiri Chamnarnvej và Lursakdi Sampatisiri. Thanin được xem là trung thực và thông minh, nhưng cũng là cực kỳ ý thức hệ và chính trị cực đoan. Sau khi nhậm chức, ông đã đưa lực lượng đặc biệt của cảnh sát đến các cửa hàng sách nổi tiếng, ra lệnh tịch thu và đốt 45.000 cuốn sách, bao gồm các tác phẩm của Thomas More, George Orwell và Maxim Gorky.
Ông tuyên bố rằng Thái Lan chỉ có thể trở lại chế độ dân chủ sau 12 năm. Quốc hội bị giải thể và tất cả các đảng chính trị bị cấm. Cuộc đàn áp của Thanin đối với công đoàn, hội sinh viên và các hội nông dân tiến bộ đã thúc đẩy các nhà hoạt động của họ vào các công trình ngầm của Đảng Cộng sản Thái Lan. Thay vì làm suy yếu cộng sản, nó đã thúc đẩy cuộc đấu tranh vũ trang chống lại chính phủ.
Vào tháng 3 năm 1977, một nhóm các sĩ quan trẻ hơn được gọi là "thiếu niên trẻ tuổi", người có quan tâm đến các vấn đề chính trị, đã cố gắng lật đổ Thanin. Cuộc đảo chính của họ đã thất bại. Tuy nhiên vào ngày 20 tháng 10 năm 1977, Đô đốc Sangad lại nắm quyền lực và ép Thanin phải từ chức. Quân đội đã biện minh cho sự can thiệp của họ bởi vì chính phủ của ông Thanin đã chia đất nước, hầu như không có sự ủng hộ của công chúng, tình hình kinh tế trở nên tồi tệ và mọi người nói chung không đồng ý với việc chấm dứt dân chủ một thời gian dài như vậy. Vua Bhumibol lập tức bổ nhiệm Thanin vào Hội đồng Bảo an của ông.

## Reference
- พระบรมราชโองการ ประกาศ ตั้งนายกรัฐมนตรี (นายธานินทร์ กรัยวิเชียร) ราชกิจจานุเบกษา เล่ม 93 ตอนที่ 124 ฉบับพิเศษ วันที่ 10 ตุลาคม 2519